# جوليان غودمان
جوليان غودمان (بالإنجليزية: Julian Goodman)‏ هو صحفي أمريكي، ولد في 1 مايو 1922 في غلاسكو في الولايات المتحدة، وتوفي في 2 يوليو 2012 في جونو بيتش في الولايات المتحدة.